# Polystachya supfiana
Espèce
Polystachya supfiana Schltr. est une espèce de plantes à fleurs de la famille des Orchidaceae (les orchidées) et du genre Polystachya, endémique d'Afrique centrale.

## Description

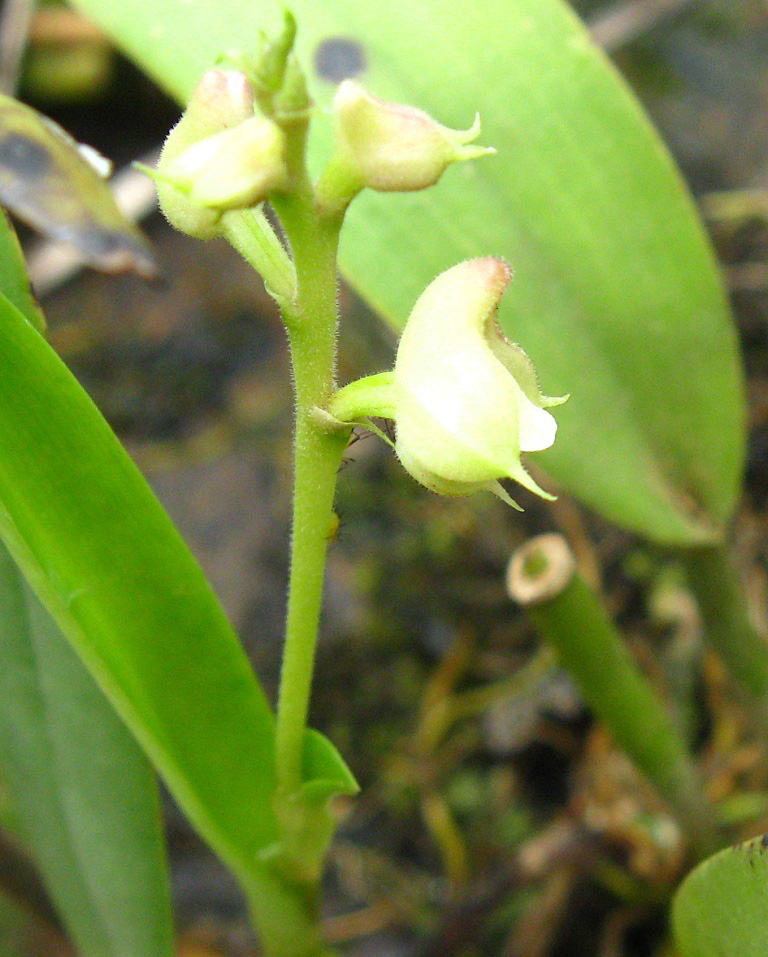
Inflorescence de Polystachya supfiana.

Polystachya supfiana est une plante épiphyte de 9 à 26 cm de haut. Elle repose sur des pseudobulbes issus d'un court rhizome rampant mesurant de 3 à 19 cm de long. Ses feuilles mesurent de 5 à 17 cm de long et de 4,5 à 11 mm de large articulées au-dessus du pseudobulbe. Les inflorescences sont plus courtes que les feuilles et portent des grappes de 4 fleurs de couleurs jaunes, violettes ou rayées de vert.

## Habitat et distribution
Polystachya supfiana est une plante épiphyte qui pousse dans les forêts montagnardes dans une zone s'étendant du Nigeria au Gabon.